# 6インチグリボーバル榴弾砲
6インチグリボーバル榴弾砲（仏：Obusier de 6 pouces Gribeauval）はフランスが18世紀後半から19世紀前半にかけて使用した、グリボーバル・システムに属する榴弾砲で、野戦砲として運用された。

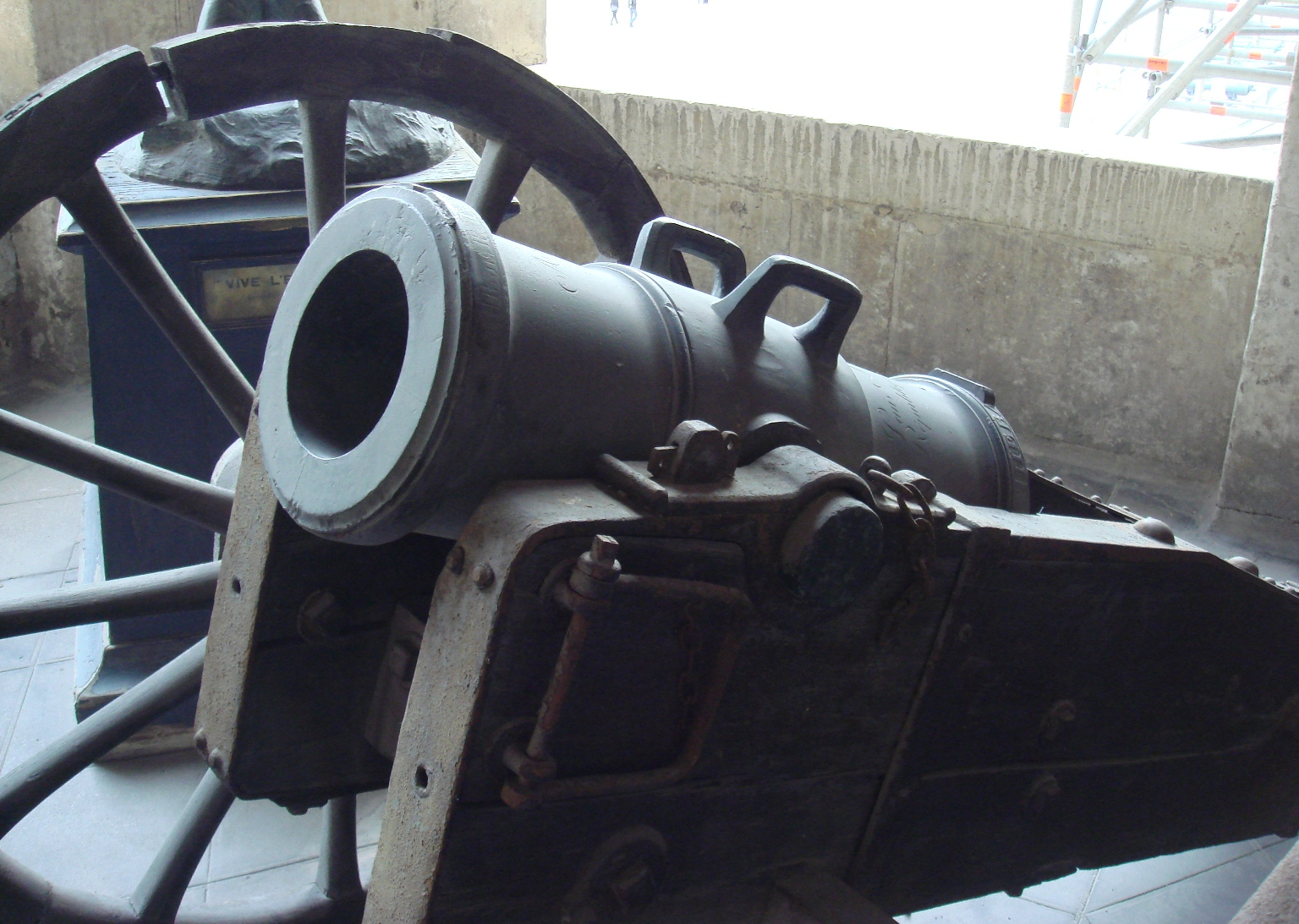
6インチグリボーバル榴弾砲のクローズアップ、 オテル・デ・ザンヴァリッド

最初の主要な実戦での使用例は、1780年から1782年にかけてジャン＝バティスト・ド・ロシャンボー将軍が率いるフランス陸軍アメリカ派遣部隊が使用したものであり、特に1781年のヨークタウンの戦いは有名である。その後のフランス革命戦争およびナポレオン戦争でも大いに使用された。
6インチグリボーバル榴弾砲の操作には13名が必要で、4頭の馬により牽引された。